# 허선
허선(許瑄, ? ~ ?)은 명나라의 정치인이다. 자는 백온(伯溫)이고 복건(福建) 천주부(泉州府) 진강현(晉江縣) 사람이다.

## 생애
복건(福建) 향시(鄉試)에서 제(第) 83명 거인(舉人)으로 뽑혔다.
1538년, 중시(中式) 무술과(戊戌科) 회시(會試)에서 제(第) 188명, 등제(登第) 3갑(甲) 제(第) 154명 진사(進士)로 뽑혔다.

## 가족
- 증조부 허순겸(許舜謙)
- 조부 허성고(許成高)
- 부친 허원명(許元明)
- 모친 정씨(鄭氏)
- 아들 허천석